# RTL Liga
RTL Liga je bila sportska emisija koja se premijerno prikazivala od 8. rujna 2013. godine do 30. svibnja 2015.  na kanalu RTL 2 u kasno večernjem terminu nakon odigranog zadnjeg kola domaćeg prvenstva pod nazivom MaxTV Prva liga.

## O emisiji
Emisija RTL Liga se u dvije sezone praćenja (1. HNL 2013./14. i 1. HNL 2014./15.) bavila detaljnije Ligom od analizom svakog pojedinačnog odigranog kola pa do raznovrsnog sadržaja – razgovori s trenerima i prvotimcima, najbolje akcije i golovi, transferi, najnovije nogometne vijesti, iscrpne statistike kola, detaljne analize dijelova igre a u emisiji su mogli sudjelovati i gledatelji postavljanjem pitanja na službenoj Facebook stranici  "RTL Lige"
Urednici i voditelji emisije su bili Filip Brkić i Nino Štambuk te neizostavni stručni komentator Joško Jeličić gdje su u svakoj emisiji ugostili poznate nogometne osobe/ličnosti vezani za HNL i hrvatski nogomet.